# Bruno Röthig

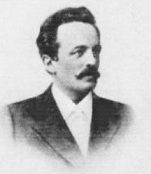
Bruno Röthig, 1900

Bruno Röthig (* 7. Oktober 1859 in Ebersbach; † 24. März 1931 in Leipzig) war ein deutscher evangelischer Kirchenmusiker und Komponist.

## Leben
Bruno Röthig studierte Orgel und Musiktheorie in Leipzig und Gesang in Berlin. 1889 wurde er Kantor an der Leipziger Johanniskirche. Röthig schuf Motetten und Lieder. Er gab eine Sammlung von Kirchenchören heraus. Er gründete das Leipziger Solo-Quartett für Evangelischen Kirchengesang und unternahm mit diesem im Jahr 1900 eine Konzertreise durch Deutschland, Russland und die Vereinigten Staaten. Zusammen mit seiner Ehefrau Kläre Röthig veröffentlichte er seine Erinnerungen Aus der Jugendzeit erklingt ein Lied (Berlin 1930, 1931) und Aus einer sächsischen Kantorei (Berlin 1932).

## Schriften
- Von Kontinent zu Kontinente, ein „Soli Deo Gloria“: Denkschrift Über die Konzertreise des Leipziger Solo-Quartetts für Evangelischen Kirchengesang nach Russland, Deutschland und den Vereinigten Staaten Amerikas im Spätherbst 1900.